# Estação central de Treleburgo
A estação central de Treleburgo é a estação de comunicações da cidade de Treleburgo, na Suécia. Foi erigido em 1897, na área do porto, para centralizar o tráfego intenso. Na noite de Santa Valburga começou a operar com dois barcos, o Steamers Rex e o Imperator. O escritório de correios foi alojado nas instalações, como telégrafo e telefone. Em 16 de dezembro, o correio real mudou-se às instalações na parte noroeste do edifício. A estação de telégrafo já tinha se mudado à parte sul do edifício um mês antes. A partir do dia 22 de dezembro todos os trens começaram a ir e sair da nova estação.